# Ишимский педагогический институт
Иши́мский педагоги́ческий институ́т имени П. П. Ершо́ва — филиал федерального государственного автономного образовательного учреждения высшего образования «Тюменский государственный университет». Ишимский государственный педагогический институт был образован в 1954 году, путём реорганизации Ишимского учительского института. С 1990 года носит имя русского поэта, прозаика, драматурга и педагога Петра Павловича Ершова. В 2014 году вошёл в состав Тюменского государственного университета.
Полное наименование: Ишимский педагогический институт им. П. П. Ершова (филиал) федерального государственного автономного образовательного учреждения высшего образования «Тюменский государственный университет». Сокращённые наименования: Ишимский педагогический институт им. П. П. Ершова (филиал) Тюменского государственного университета, ИПИ им. П. П. Ершова (филиал) ТюмГУ.

## История
История Ишимского государственного педагогического института им. П. П. Ершова началась в 1929 году, когда на основании постановления Ишимского окрисполкома Уральской области от 23 апреля 1929 года был образован Ишимский педагогический техникум. Учебное заведение находилось в ведении Наркомата просвещения РСФСР и непосредственно подчинялось Уральскому областному отделу образования. Техникум занимался подготовкой учителей начальных школ, дошкольных работников, работников детских площадок на трёх факультетах: школьном, дошкольном и подготовительном. Преподаватели техникума, стремясь повысить свой образовательный и профессиональный уровень, продолжали обучение в педагогических вузах страны.
В 1937 году педтехникум был переименован в педагогическое училище.
В том же году в связи с ликвидацией Уральской области педучилище было переподчинено Омскому областному отделу образования, а с августа 1944 года — Тюменскому областному отделу народного образования в связи с образованием Тюменской области, в состав которой вошли Ишим и близлежащие районы. Педучилище вело подготовку учителей начальной школы и работников дошкольных учреждений.
В 1949 году в здании, где располагалось педагогическое училище (ныне это учебный корпус № 1 по ул. Ленина, дом 1), был открыт Ишимский учительский институт. Под одной крышей стали работать два учебных заведения. Педучилище стало именоваться «находящимся при Ишимском учительском институте», а директор института П. Г. Анпилогов, заслуженный учитель школы Казахской ССР, был одновременно и директором училища. Так продолжалось до 1953 года, когда педагогическое училище было закрыто. В задачи Ишимского учительского института входило осуществление профессиональной подготовки учителей математики, физики, русского языка и литературы с неполным высшим образованием.
В 1954 году Ишимский учительский институт был реорганизован в Ишимский государственный педагогический институт по Постановлению Совета Министров РСФСР № 954 от 26 июня 1954 года. В то время Ишимский пединститут был третьим высшим учебным заведением Тюменской области.
На основании приказа Министерства народного образования РСФСР № 189 от 2 июля 1990 года Ишимскому государственному педагогическому институту было присвоено имя поэта и педагога Петра Павловича Ершова.
По результатам Мониторинга эффективности вузов 2012 года Ишимский государственный педагогический институт им. П. П. Ершова, как и Тобольская государственная социально-педагогическая академия им. Д. И. Менделеева, в 2013 году, на основании приказа Министерства образования и науки Российской Федерации № 1013 от 30 августа 2013 года, был реорганизован в форме присоединения к Тюменскому государственному университетуи с 16 сентября 2014 года является его филиалом. В этот период, было завершено строительство и введён в эксплуатацию 27 января 2014 г. новый учебно-лабораторный корпус института, оснащённый самым современным оборудованием. Губернатор Тюменской области Владимир Якушев принял участие в открытии нового корпуса.
Согласно информации, размещенной на официальном сайте ТюмГУ, 27.03.2023 директор филиала Сабаева Н.И. выступила с сообщением об упразднении всех факультетов в Ишимском педагогическом институте. В результате с 10 апреля 2023 г. все факультеты в институте были ликвидированы .
До процесса ликвидации в институте действовало три факультета: 
1.	педагогический факультет; 
2.	социально-гуманитарный факультет;
3.	факультет математики, информатики и естественных наук.
Кроме того, с 1 сентября 2023 г. количество кафедр в институте было сокращено с семи до четырех.

## Названия
- с 1929 года — Ишимский педагогический техникум;
- с 1937 года — Ишимское педагогическое училище;
- с 1949 года — Ишимский учительский институт;
- с 26 июня 1954 — Ишимский государственный педагогический институт;
- со 2 июля 1990 — Ишимский государственный педагогический институт им. П. П. Ершова;
- с 26 июня 2002 — Государственное образовательное учреждение высшего профессионального образования «Ишимский государственный педагогический институт им. П. П. Ершова»;
- с 28 июля 2011 — Федеральное государственное бюджетное образовательное учреждение высшего профессионального образования «Ишимский государственный педагогический институт им. П. П. Ершова»;
- с 16 сентября 2014 — Филиал федерального государственного бюджетного образовательного учреждения высшего профессионального образования «Тюменский государственный университет» в г. Ишиме;
- с 24 августа 2015 — Ишимский педагогический институт им. П. П. Ершова (филиал) федерального государственного бюджетного образовательного учреждения высшего образования «Тюменский государственный университет»;
- с 26 августа 2016 — Ишимский педагогический институт им. П. П. Ершова (филиал) федерального государственного автономного образовательного учреждения высшего образования «Тюменский государственный университет».

## Руководители
- 1954—1958: Владимир Иванович Клейменов
- 1958—1963: Николай Иванович Шишлянников
- 1964—1966: Павел Кузьмич Животиков[15]
- 1966—1994: Николай Иванович Толмачёв
- 1994—2007: Николай Степанович Гусельников[16][17][2]
- 2007—2010: Виктор Михайлович Кашлач[18]
- 2011—2018: Сергей Павлович Шилов[19][20]
- 2018—2022: Николай Викторович Кудрявцев
- 2022—н. в.:Сабаева Надежда Ивановна

## Известные выпускники
- Васильев Игорь Юрьевич — глава Абатского муниципального района[21];
- Власов Игорь Анатольевич — глава Аромашевского муниципального района[22];
- Волкова Мария Прокопьевна — Заслуженный учитель Российской Федерации, директор МАОУ «Ишимский городской общеобразовательный лицей им. Е. Г. Лукъянец» (2002—2017)[23][24];
- Вотяков Сергей Борисович — первый заместитель главы Ишимского района, начальник управления сельского хозяйства и продовольствия (2001—2006), глава администрации Ишимского района (2006—2017)[23][25];
- Долженко Борис Геннадьевич — заместитель главы города Ишима по социальным вопросам[26];
- Ипатенко Алексей Владимирович — председатель Ишимской городской Думы[23][27];
- Косенок Сергей Михайлович — ректор Сургутского государственного университета[23][28];
- Ломовцев Сергей Николаевич — глава Ишимского муниципального района[29];
- Олькин Владимир Дмитриевич — директор МАОУ СОШ № 31 г. Ишима, депутат Ишимской городской Думы[23][30];
- Рейн Виктор Александрович — глава Бердюжского муниципального района[31];
- Русаков Александр Георгиевич — директор МАОУ СОШ № 8 г. Ишима[23][32].